# Panzerschreck

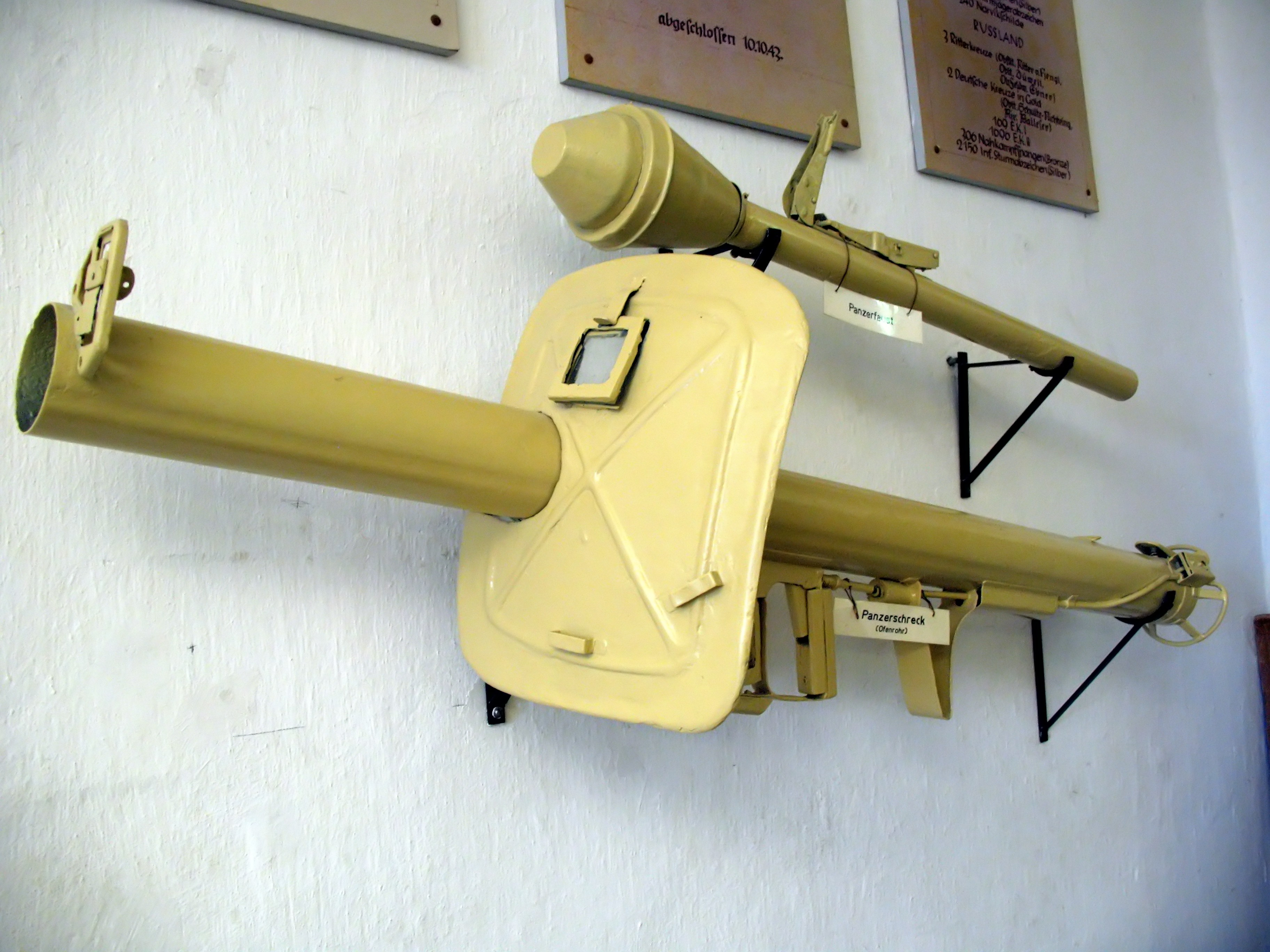
Panzerschreck (nederst) och Panzerfaust (överst)

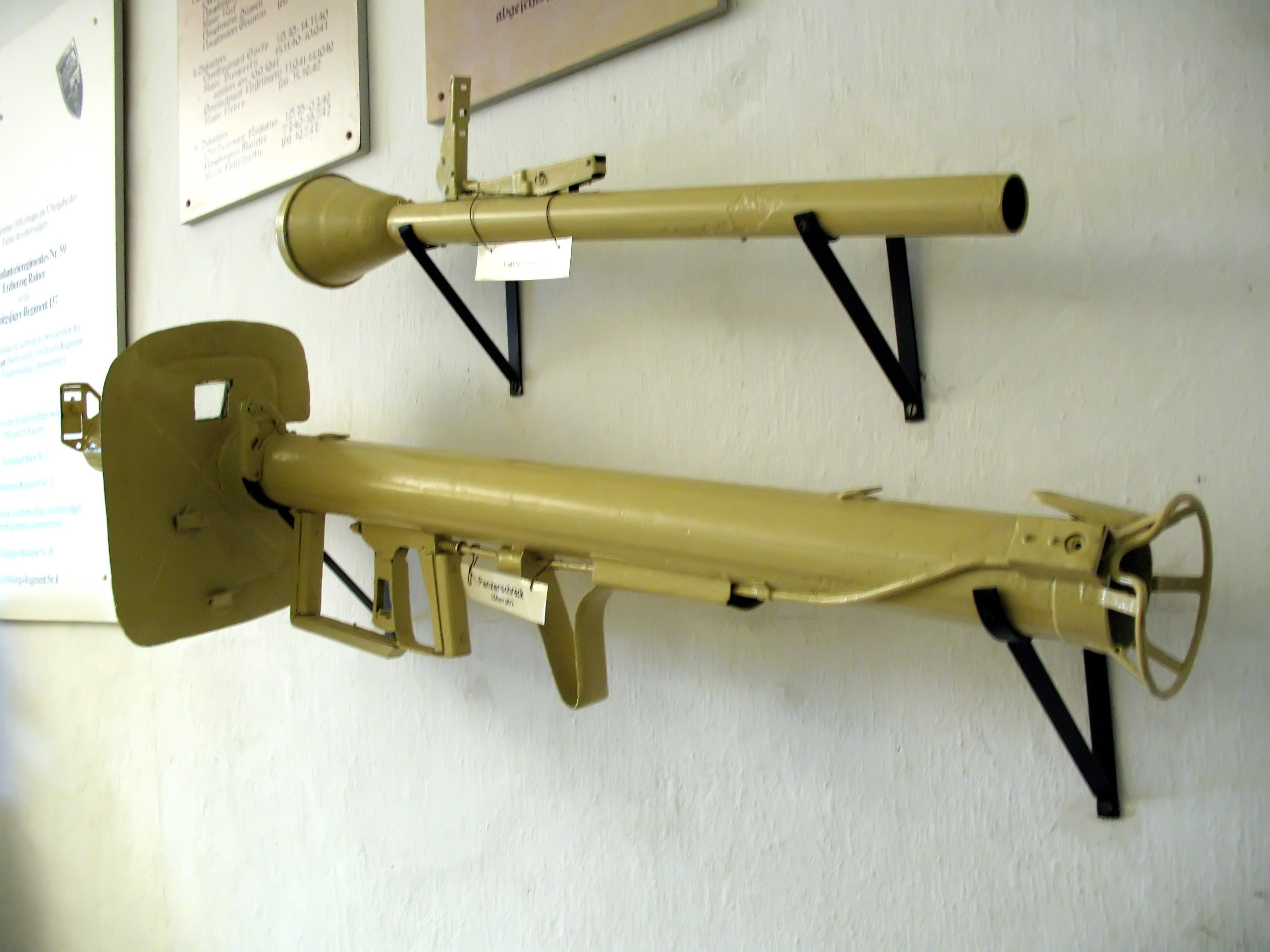
Panzerschreck (nederst) och Panzerfaust (överst)

Panzerschreck (sv. "Pansarskräck"), officiellt benämnd Raketenpanzerbüchse, var ett tyskt rekylfritt bärbart pansarvärnsvapen (raketgevär) från andra världskriget. Panzerschreck utvecklades efter att man undersökt erövrade modeller av den amerikanska bazooka (vissa källor uppger att inspirationen kom från erövrade Lend-lease bazookas på östfronten). Panzerschreck tillfördes fältförband under senare delen av 1943, efterhand i större mängder. Panzerschreck blev dock aldrig det mängdvapen som den lättare Panzerfaust var. I januari 1944 hade drygt 21 000 Panzerschreck tillförts fältförband. Den sammanlagda produktionen var omkring 215 000.

## Tekniska karaktäristika
Panzerschreck verkade enligt principen om riktad sprängverkan och hade omkring 150 meters effektiv räckvidd. Stora statiska mål kunde bekämpas på längre avstånd. Genomslagsförmågan i granaten var tillräcklig för att slå ut praktiskt taget alla sovjetiska och västallierade stridsfordon. Panzerschreck fanns i två modeller, Raketenpanzerbüchse 43 och 54. På grund av hettan som utvecklades vid avfyring av modell 43 bar skytten ibland skyddsmask för att skydda ansiktet, vilket kan ses på fotografier. Detta ledde till att tyskarna tog fram modell 54 som hade en värmesköld som löste problemet med hettan men gjorde vapnet något tyngre.

## Taktisk användning
Panzerschreck betjänades av en laddare och en skytt. På grund av vapnets storlek och utseende gav soldaterna det öknamnet Ofenrohr (kaminröret). Panzerschreck tilldelades skytte- och pansargrenadjärkompanier från och med slutet av 1943. Pansarförstöringsgrupper, Panzerzerstörertrupp, organiserades på kompaninivå med två till fyra stycken Panzerschreck. Även skytteplutoner och enskilda skyttegrupper kunde vara beväpnade med Panzerschreck. Även fristående kompanier, Selbständige Panzer-Zerstörerkompanie, utrustade med 72 stycken Panzerschreck sattes upp. Vapnet ökade det tyska infanteriets pansarvärnsförmåga och var ett lämpligt vapen för de defensiva striderna 1943–1945. I jämförelse med pansarvärnskanoner var Panzerschreck mycket kostnadseffektiv.

## Eхport
Vapnet exporterades till Finland under 1944 och användes av finska armén mot Röda Armén under sommaren 1944.

## Populärkultur
Vapnet förekommer i en scen i filmen Rädda menige Ryan där skådespelaren Matt Damon ser tyska soldater med en Panzerschreck varvid han varnande ropar "Panzerschreck!".

## Bilder

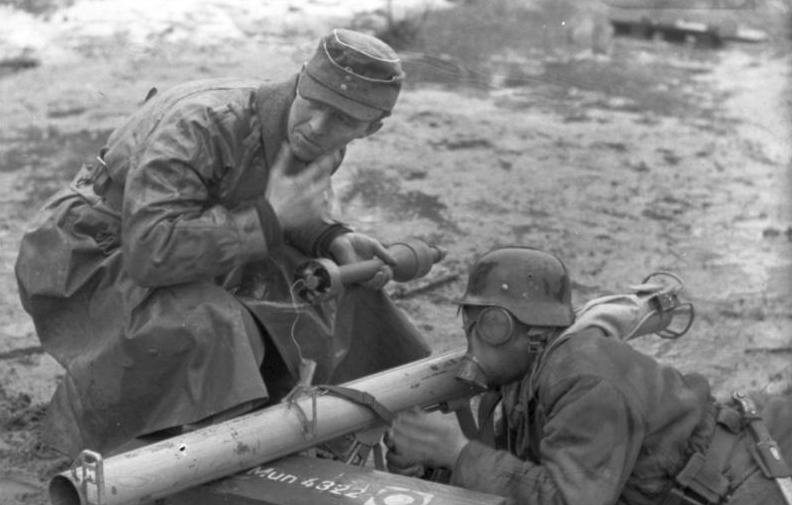
Utbildning på Panzerschreck 43 (1943). Skytt i gasmask.
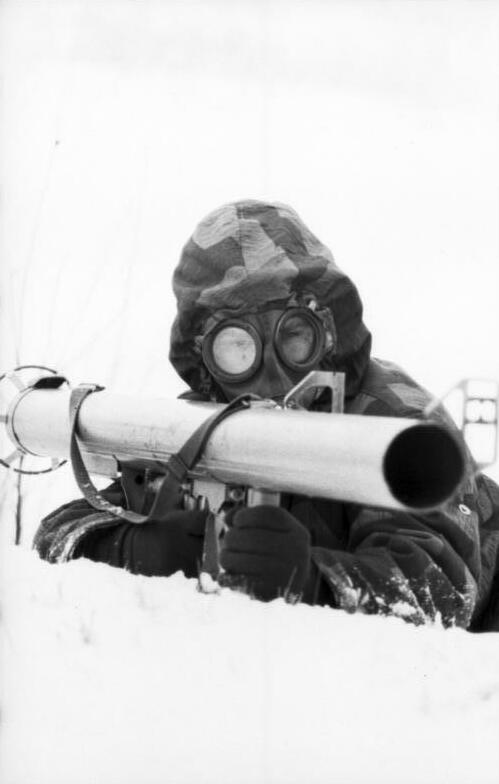
Skytt i gasmask och kamouflageuniform med Panzerschreck 43 (1944).
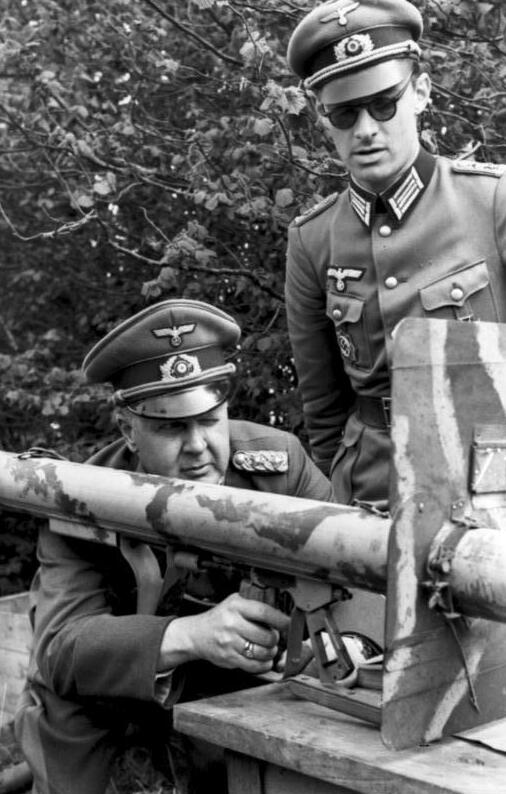
Tysk general provskjuter Panzerschreck 54 (1944).
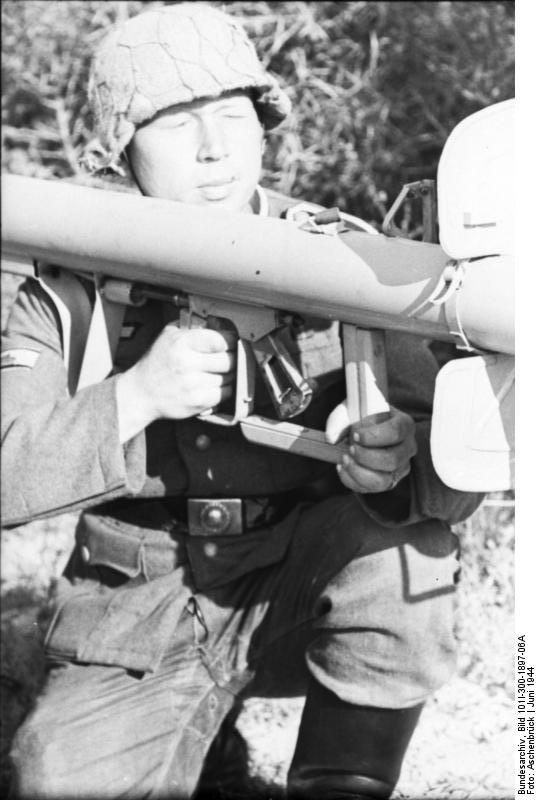
Panzerschreck 54 (1944).